# Santa Salut
 (février 2024).
Si vous disposez d'ouvrages ou d'articles de référence ou si vous connaissez des sites web de qualité traitant du thème abordé ici, merci de compléter l'article en donnant les références utiles à sa vérifiabilité et en les liant à la section « Notes et références ».
Santa Salut, de son vrai nom Salut Cebrià (née Salut Cebrìa le 21 juin 1998 à Sabadell en Espagne) est une rappeuse catalane qui chante en catalan et en espagnol. Ses paroles abordent les thématiques de l'antifascisme, de l'antiracisme, du féminisme ou de l'anticapitalisme. Elle a collaboré avec d'autres rappeurs espagnols (SWIT EME, Elane, Jazzwoman, Las Ninyas del Corro, Sofia Gabanna).

## Discographie

### Albums
- Conversaciones Internas (2019)
- Discordia (2022)

### Singles
- Bubbaloo (2017)
- Sin Pasaje (2019)
- Bala Perdida feat. Adala (2019)
- Bastardas feat. Les Nineas del Coro (2019)
- Callate exploit. Kaos Urbano (2019)
- 90 Retro
- Tàmesis
- Marcada
- Herida Abierta
- Duro (2020)
- Morfeo (2020)
- Bonsai (2023)
- Sweet Weekend (2023)
- Sugar Mamma (2023)